# Bombus morio
Bombus morio là một loài Hymenoptera trong họ Apidae. Loài này được Swederus mô tả khoa học năm 1787.

## Hình ảnh

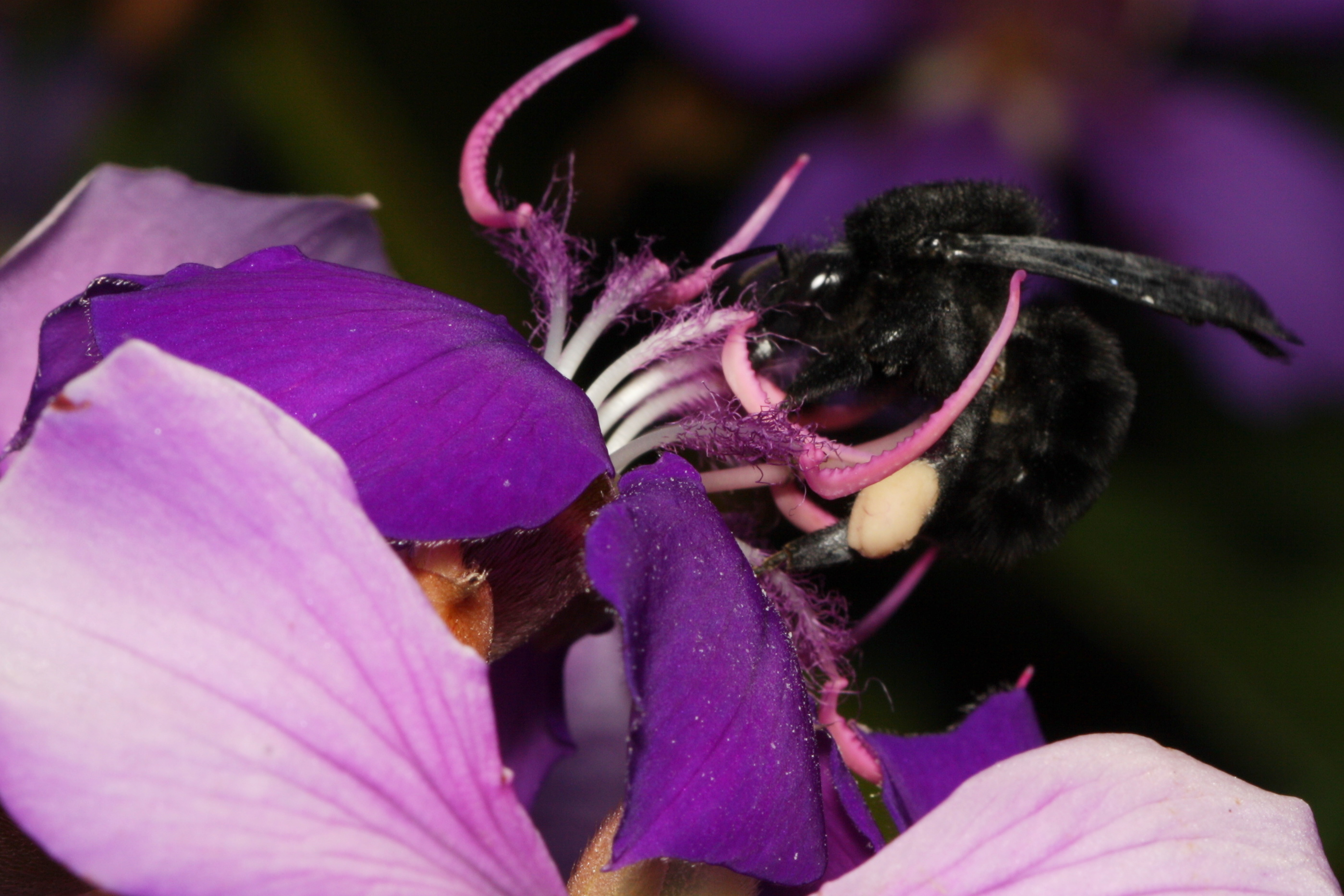
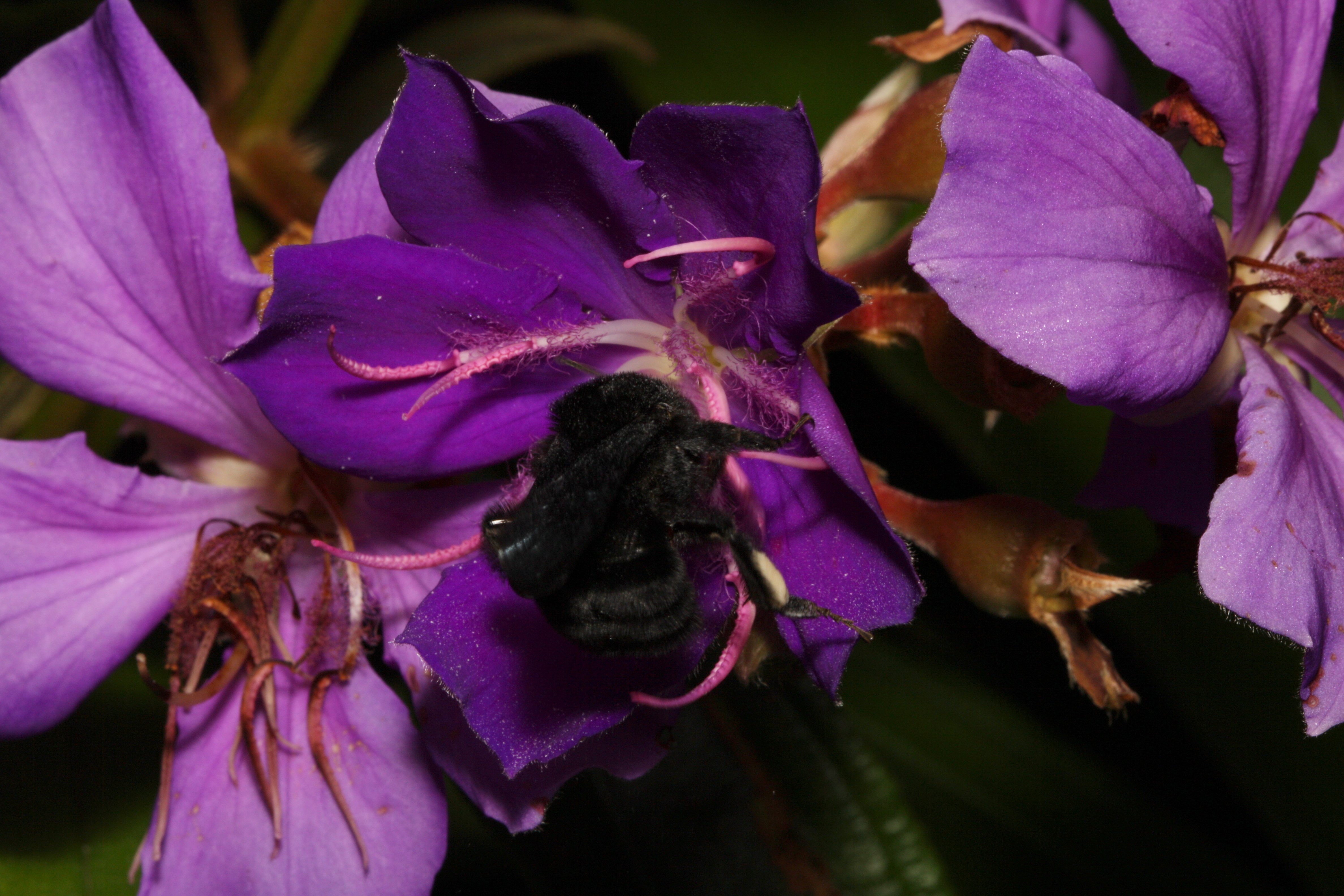
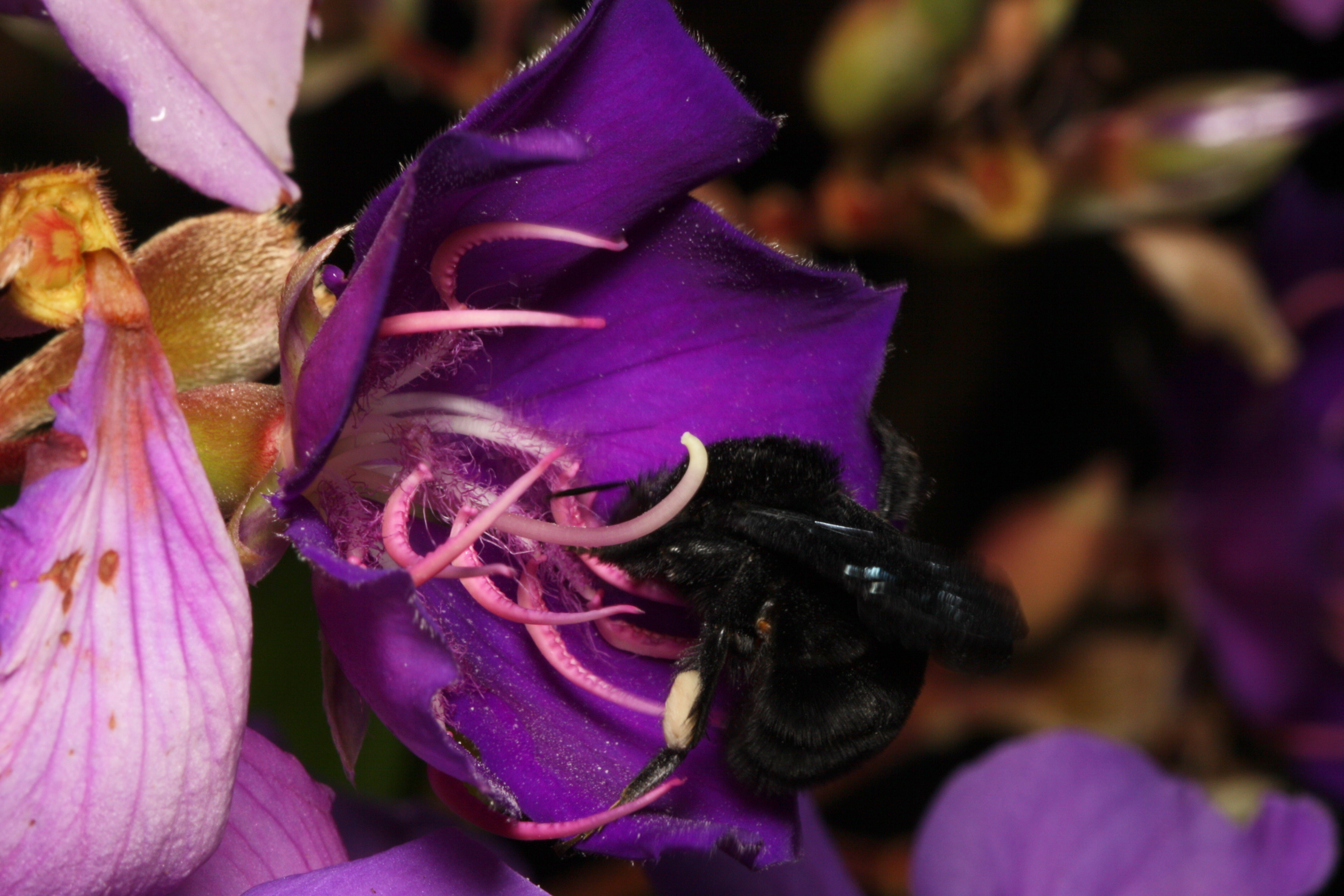